# 拉里·莫菲特
拉里·莫菲特（英語：Larry Moffett，1954年11月5日—），美国NBA联盟前职业篮球运动员。他在1977年的NBA选秀中第2轮第34顺位被休斯顿火箭选中。